# Rio Perfume

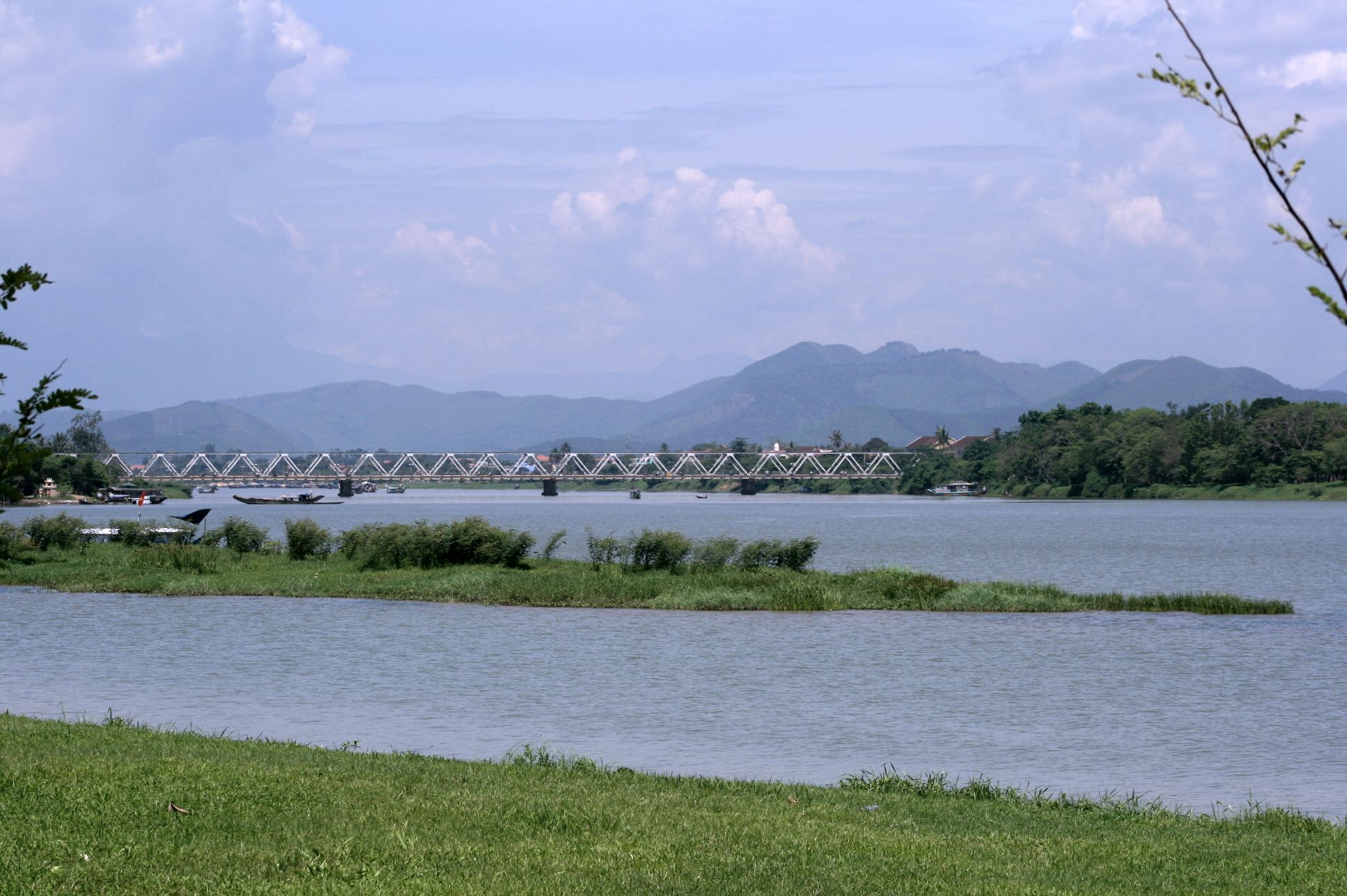
O Hương en Huế.

O rio Perfume ou rio Hương (em língua vietnamita chamado Sông Hương oi Hương Giang, Hán nôm 香江) é um rio que atravessa a cidade de Huế, na província central de Thừa Thiên Huế.